# Roddy Doyle
Roddy Doyle (Dublino, 8 maggio 1958) è uno scrittore e sceneggiatore irlandese.
Molti dei suoi libri sono diventati film di successo, ad esempio, The Commitments, diretto da Alan Parker o The Snapper, di Stephen Frears. È cresciuto a Kilbarrack, Dublino. Si è laureato in lettere all'University College Dublin e prima di diventare scrittore a tempo pieno, nel 1993, ha fatto l'insegnante di inglese e geografia.
Nel 1993 ha vinto il Booker Prize con il romanzo Paddy Clarke ah ah ah!.

## Opere principali

### Romanzi
- Pentalogìa di Barrytown
  - I Commitments (The Commitments) (1987) Guida, 1993
  - The Snapper (1990) Guida, 1993. Guanda, 1995 con il titolo Bella famiglia!
  - Due sulla strada (The Van) (1991) Guanda, 1996
  - Paddy Clarke ah ah ah! (1993), vincitore del Booker Prize, Guanda, 1994
  - La musica è cambiata  (The guts) (2013) Guanda,  2014

- Romanzi di Paula Spencer
  - La donna che sbatteva nelle porte (The Woman Who Walked into Doors) (1996) Guanda, 1997
  - Paula Spencer (2006) Guanda, 2007

- Non solo a Natale (Not Just for Christmas) (1999) Guanda, 1999

- L'ultima raccolta
  - Una stella di nome Henry (A Star Called Henry) (1999) Guanda, 2000
  - Una faccia già vista (Oh, play that thing!) (2004) Guanda, 2005
  - Una vita da eroe (The Dead Republic) (2010) Guanda, 2010
- Due pinte di birra (Two Pints) Guanda, 2013
- Smile (2017) Guanda, 2018

### Raccolta di racconti
- Irlandese al 57% (The Deportees) (2007) Guanda, 2009
- Bullfighting (2011)
- La vita senza i figli (Life Without Children: Stories, 2021), Guanda, 2023

### Biografie
- Rory & Ita Guanda, 2003

### Libri per bambini
- Il trattamento Ridarelli (The Giggler Treatment) (2000) Salani, 2001
- Rover salva il Natale (Rover Saves Christmas) (2001) Salani, 2002
- Le avventure nel frattempo (The Meanwhile Adventures) (2004) Salani, 2005
- Dentro la foresta (Wilderness) (2007) Guanda, 2008
- La gita di mezzanotte (A greyhound of a girl) (2011) Salani, 2012
- Tutta sua madre (Her Mother's Face) (2008) Salani, 2013
- I Ridarelli, Rover e il pupo bello grosso (Rover and the big fat baby) (2016) Salani, 2016